# 何亮辰
何亮辰（1992年3月4日—），中国男歌手、歌剧及音乐剧演员，本科毕业于四川音乐学院。2014年，他在第8届新加坡中新国际音乐比赛中获得美声成人组冠军、流行演唱成人组冠军。2019年，作为男中音演唱成员参加《声入人心》第二季，并成为年度首席成员。

## 生平
2014年，何亮辰毕业于四川音乐学院声乐系。同年，他参加了第8届新加坡中新国际音乐比赛，夺得美声成人组冠军、流行演唱成人组冠军。2015年，赴意大利热那亚音乐学院攻读歌剧演唱硕士学位。2017年7月，获得第十三届意大利全国音乐学院大赛声乐组第二名，受邀于梵蒂冈博物馆举办个人音乐会。2018年5月，他在曼托瓦国际声乐大赛中获得最受欢迎奖。
自湖南卫视声乐节目《声入人心》第一季开播起，他每一集都有看过，并且在第二季海选公告发出之后立刻准备报名。2019年6月，他以男中音演唱成员身份正式参与节目录制，最终成为年度首席成员。9月12日，与GMI36成员徐均朔、郑棋元、方晓东等共同录制《红旗飘飘》歌曲MV。12月，随GMI36参加“声入人心Ⅱ音乐会全国巡演”。2020年1月，他登上《2020湖南卫视春节联欢晚会》舞台，与张超、维塔斯、欧阳娜娜合作演绎《Opera2》。2021年，参加湖南卫视音乐唱演类综艺节目《谁是宝藏歌手》。